# 피아노 소나타 9번 (베토벤)

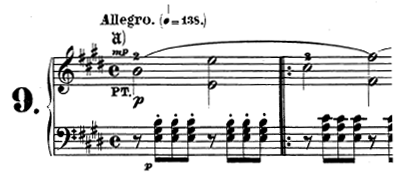

피아노 소나타 9번 마장조, 작품 번호 14-1는 루트비히 판 베토벤에 의해 쓰인 피아노 소나타로, 두 개의 소나타로 이루어진 작품 번호 14 세트의 첫 번째 작품이다.

## 개요
작품 번호 14 세트의 두 개의 소나타는 정확한 작곡 연도가 식별되지 않지만, 아마도 1798년에서 1799년 사이에 쓰인 것으로 추정되고 있다. 구스타프 노테봄은 베토벤의 스케치장을 검토한 결과, 1795년에 완성된 피아노 협주곡 2번과 함께 늘어서는 형태로 이 작품의 착상이 쓰여 있었다고 한다. 출판은 1799년 12월에 10번 소나타와 함께 빈의 몰로 사를 통해 이루어졌고, 헌정은 요제피네 폰 브라운 남작부인에게 이루어졌다. 이 소나타는 1801년 혹은 1802년에 현악 사중주 바장조 Hess 34로 편곡되었는데, 그 편곡 작품 또한 브라운 남작부인에게 바치는 것이었다.
피아니스트이자 음악 학자인 찰스 로젠은 이 작품 번호 14 세트에 대해 "지금까지의 작품에 비교해서 대단히 검소하고, 기술적인 난관도 적으며, 가정용으로 운명지어져 있다"라고 진술하고 있다. 그러나 어깨의 힘이 빠진 음악을 간결한 형식 속에 표현한 본 작품의 단순성은 이른바 소나티네의 평이함과는 차별화된 것이다. 안톤 쉰들러는 "내용이 매우 풍부한 우수한 것임에도 불구하고 일반적으로 크게 인정되지는 않는 곡"이라고 평했다.